# Ilha do Bananal
A Ilha do Bananal é a maior ilha genuinamente fluvial do mundo, com cerca de vinte mil quilômetros quadrados de área (1 916 225 hectares), cercada pelos rios Araguaia e Javaés. Reserva ambiental brasileira desde 1959, é considerada Reserva da Biosfera pela UNESCO desde 1993, sendo também uma das zonas úmidas de importância internacional, classificadas pela Convenção de Ramsar. A ilha localiza-se no estado brasileiro do Tocantins, estando subdividida entre os municípios de Formoso do Araguaia, Lagoa da Confusão e Pium. Bananal está na divisa de Tocantins com os estados do Mato Grosso (no rio Araguaia) e de Goiás (na porção sul do rio Javaés). Na foz do rio Javaés, localizada no extremo norte da ilha, está a tríplice divisa entre os estados de Tocantins, Mato Grosso e Pará. Essa região insular posiciona-se entre as latitudes 9°44'S e 12°49'S e entre as longitudes 49°52'O e 50°44'O.
Parte da ilha é ocupada pela Terra Indígena Parque do Araguaia, a qual abrange toda a porção sul e boa parte da porção oeste de Bananal até a latitude da cidade de Santa Terezinha (MT); pelo Parque Nacional do Araguaia, que abrange as porções norte e nordeste da ilha; pela Terra Indígena Inãwébohona, que se sobrepõe ao Parque Nacional do Araguaia, estando localizada na porção nordeste da ilha; e pela Terra Indígena Utaria Wyhyna/Iròdu Iràna, que também se sobrepõe ao Parque Nacional do Araguaia e está localizada na porção norte da ilha. Deste modo, toda a Ilha do Bananal é considerada pela constituição federal como terra da união, sendo o maior complexo de reservas existente no estado do Tocantins. Os povos indígenas que vivem na Ilha do Bananal, são: os Carajás, os Javaés, os Tapirapés, os Tuxás e os Avá-Canoeiros (mais conhecidos na região pelo apelido de Cara-Preta).
As estradas que dão acesso ao interior da Ilha do Bananal são a rodovia BR-242 (mais conhecida neste trecho como Transbananal), a Transaraguaia (extensão não oficial da TO-255), além de uma estrada sem nome que liga a Aldeia Santa Isabel do Morro ao extremo sul da ilha, margeando o rio Araguaia e o rio Caracol.

## História

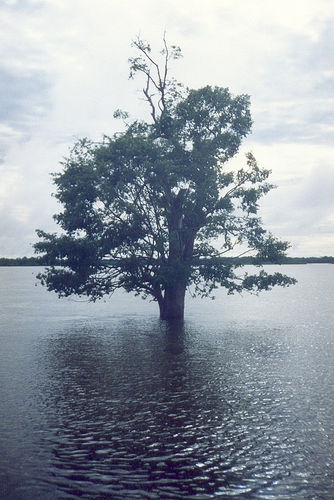
Panorama do rio Araguaia na Ilha do Bananal.

Descoberta em 26 de julho de 1773 pelo sertanista José Pinto Fonseca, a ilha recebe inicialmente o nome de "ilha Sant'Ana". Posteriormente, passa a se chamar apenas Bananal, em razão da existência de extensos bananais.
A ilha abriga cerca de quinze aldeias indígenas, sendo a maior delas a Aldeia Santa Isabel do Morro, localizada bem próximo à cidade de São Félix do Araguaia, Mato Grosso.

## Clima e hidrografia
O clima tropical quente semiúmido, com temperaturas máximas de 38 °C nos meses de agosto a setembro e mínimas de 22 °C em julho, predomina. Duas estações são nitidamente marcadas na ilha: o inverno, de novembro a abril, em que predominam as chuvas, e o verão, de maio a outubro, na qual ocorre o período da seca. A umidade relativa do ar registrada nas estações mais definidas gira em torno dos 60% em julho e 80% nas épocas chuvosas.
Durante os meses de janeiro a março, época de cheia do rio Araguaia, parte da ilha permance inundada. As chuvas desse período correspondem a cerca de 50% do total anual.
A ilha é banhada pelos rios Araguaia, Javaés, Jaburu, Riozinho, Urubu, Randi-Toró, Barreiro, Vinte e Três e Mururé

## Fauna e flora
A ilha é considerada um dos santuários ecológicos mais importantes do país por estar na faixa de transição entre a Floresta Amazônica e o cerrado, apresentando, assim, fauna e flora bastante diversificadas. A fauna tem espécies comuns ao Pantanal Mato-Grossense, como onça-pintada, boto, uirapuru, garça-azul e tartaruga-da-amazônia, entre outros.
Na flora destacam-se vários gêneros de orquídeas terrestres e árvores como maçaranduba, piaçava e canjerana. Na região predominam os campos, conhecidos na região pelo nome de varjões. Aparecem ainda o cerrado, a mata seca de transição, as matas ciliares de igapó, vegetação das encostas secas e de bancos de areia.

## Indígenas
Desde antes da descoberta do Brasil, Bananal é habitada por nativos. No presente, existem alguns grupos indígenas presentes nas aldeias da ilha, especialmente das etnias Karajá-Javaé, Avá-Canoeiro e Tapirapé, que ocupam a Terra Indígena Parque do Araguaia e a Terra Indígena Inãwébohona.
No interior da "Mata do Mamão", imensa floresta localizada no centro-norte da ilha, existe um pequeno grupo de Avá-Canoeiros que rejeitam qualquer tipo de contato com a civilização, inclusive com os indígenas das aldeias mais próximas. Esse é o único grupo de indígenas que até hoje permanece isolado da sociedade brasileira no Tocantins.
As seguintes aldeias do subgrupo Karajá estão dispostas às margens do rio Araguaia:
- Aldeia Karajá Santa Isabel do Morro
- Aldeia Karajá Fontoura
- Aldeia Karajá Macaúba
- Aldeia Karajá Mirindiba
- Aldeia Karajá Tytema
- Aldeia Karajá JK
- Aldeia Karajá Itxalá
- Aldeia Karajá Axiwé
- Aldeia Karajá Watau

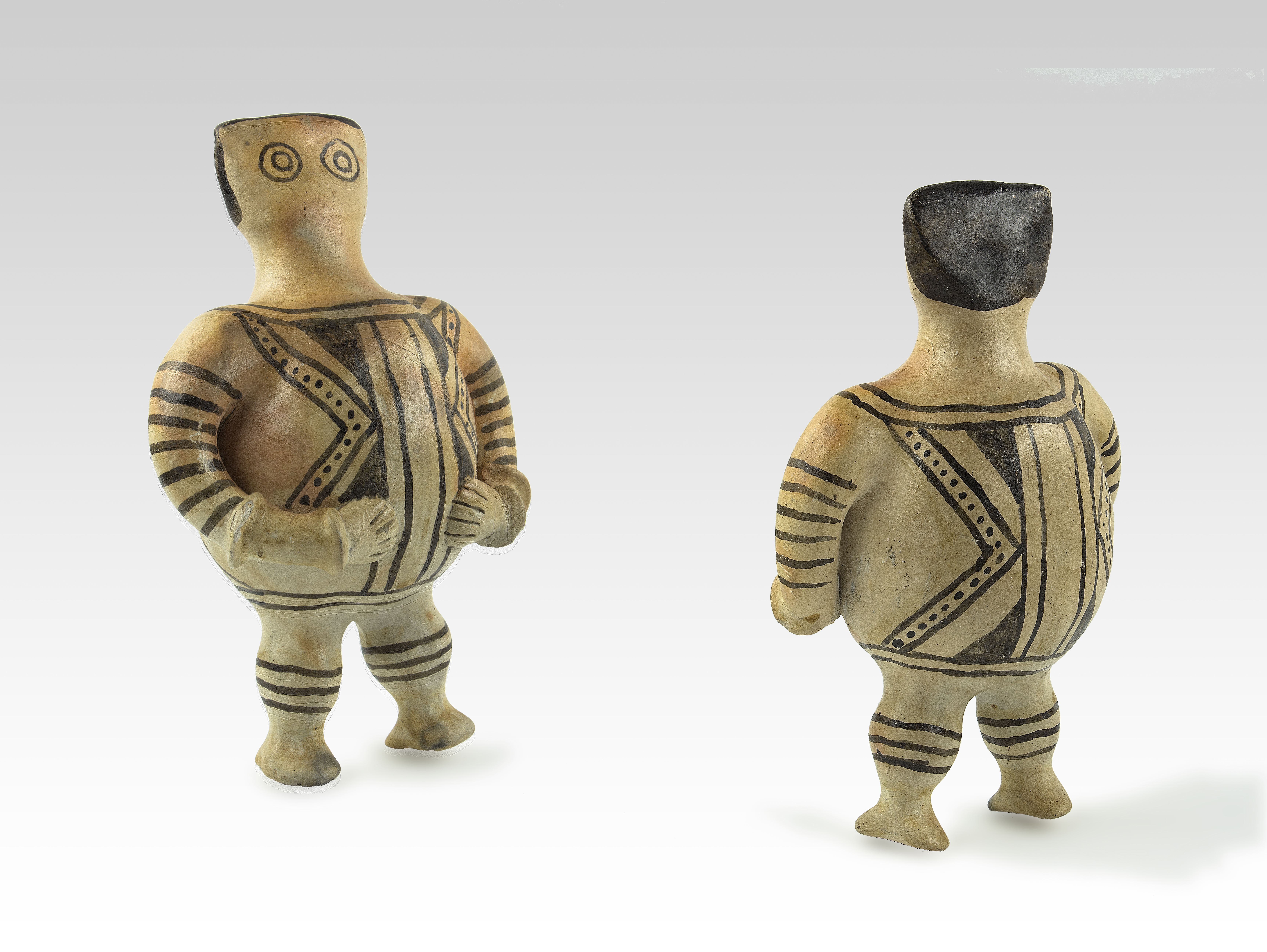
estatueta de cerâmica -  MHNT

As aldeias a seguir são do subgrupo Javaé e estão dispostas às margens do rio Javaés e do Riozinho:
- Aldeia Javaé Waritaxi
- Aldeia Javaé São João
- Aldeia Javaé Wari-Wari
- Aldeia Javaé Canoanã
- Aldeia Javaé Cachoeirinha
- Aldeia Javaé Barreira Branca
- Aldeia Javaé Boa Esperança
- Aldeia Javaé Txiodé
- Aldeia Javaé Barra do Rio Verde
- Aldeia Javaé Txuiri
- Aldeia Javaé Boto Velho
- Aldeia Javaé Imotxi

## Áreas protegidas

### Parque Nacional
- Parque Nacional do Araguaia[4]

### Terras indígenas
- Terra Indígena Parque do Araguaia
- Terra Indígena Inãwébohona (sobreposta ao Parque Nacional do Araguaia)
- Terra Indígena Utaria Wyhyna/Iròdu Iràna (sobreposta ao Parque Nacional do Araguaia)

## Transbananal e Transaraguaia

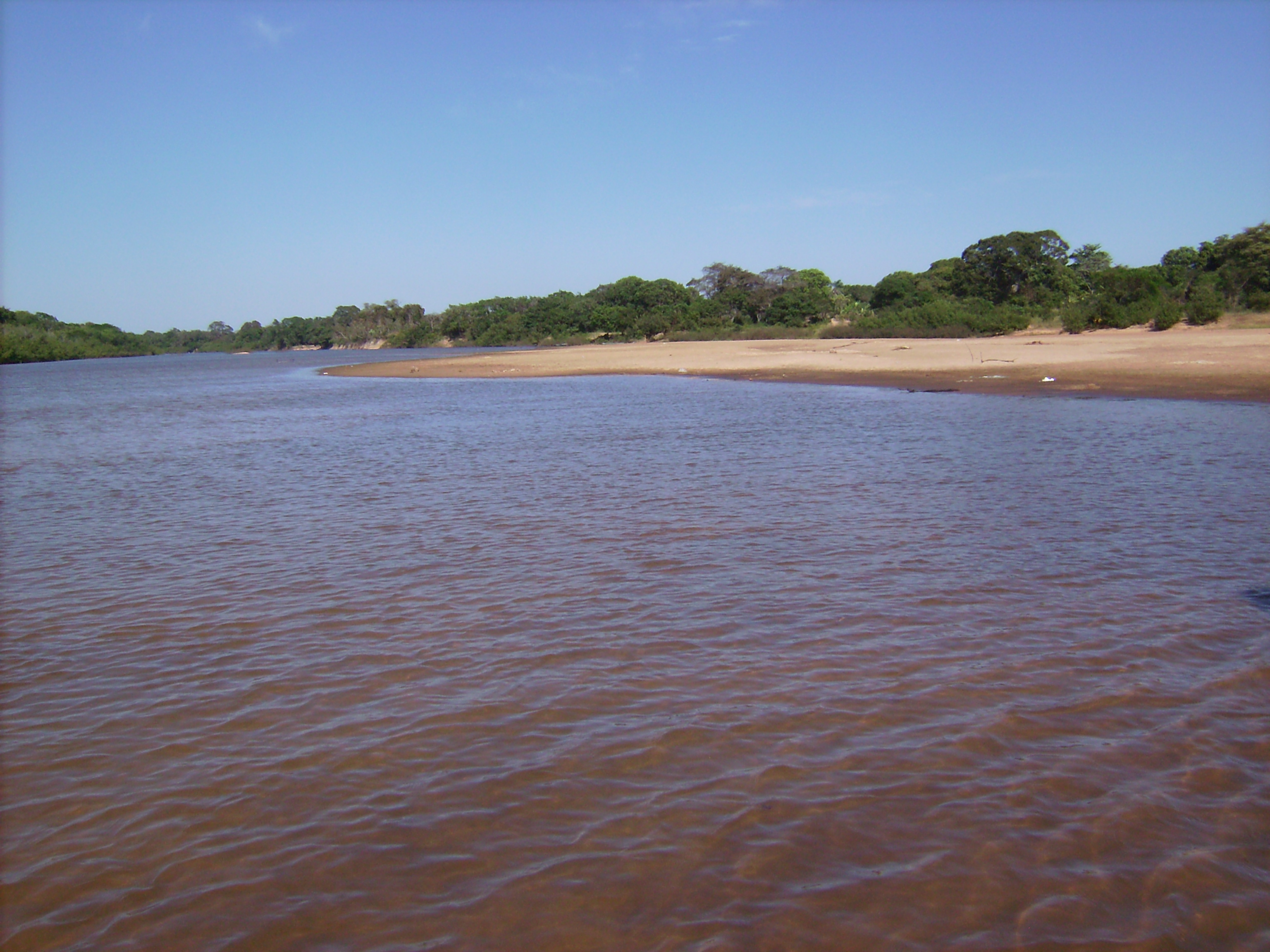
Foto do rio Javaés

Bananal é cortada de leste a oeste pela rodovia BR-242, que neste trecho é apenas uma precária estrada de terra em leito natural (sem revestimento primário ou aterro) que fica completamente intransitável no período de chuvas. O trecho da BR-242 que atravessa a Ilha do Bananal é popularmente conhecido na região como Transbananal. Na Ilha do Bananal, a BR-242 faz a ligação entre a Aldeia Txuiri (no rio Javaés), a Aldeia Imotxi (no rio Riozinho) e as aldeias Watau e JK (no rio Araguaia), havendo ainda uma pequena extensão não oficial que segue até a Aldeia Santa Isabel do Morro. Nos últimos anos, a Transbananal vem se tornando alvo de uma grande polêmica, já que há um projeto orçado em 650 milhões de reais para pavimentar este trecho da BR-242 que passa por dentro da Terra Indígena Parque do Araguaia.
Além da BR-242, há ainda a Transaraguaia, que na verdade é uma extensão não oficial da rodovia TO-255. Esta estrada possui apenas 13 km de extensão, estando totalmente localizada dentro da Terra Indígena Inãwébohona e do Parque Nacional do Araguaia, na porção nordeste da ilha. A Transaraguaia se inicia na travessia do rio Javaés na Fazenda Barreira da Cruz; passa pelo entroncamento de acesso à Aldeia Boto Velho, e segue margeando o rio Mururé até acabar abruptamente no interior da ilha. A construção da Transaraguaia foi iniciada em 1984 pelo então Governo de Goiás, tendo terminado logo após, devido aos protestos organizados pelos índios da região e por funcionários do antigo IBDF. Segundo o seu projeto original, a Transaraguaia deveria ligar a cidade de Lagoa da Confusão (TO) ao município de Santa Terezinha (MT).